# Ілан Мітчелл-Сміт
Ілан Мітчелл-Сміт (англ. Ilan Mitchell-Smith; нар. 29 червня 1969, Нью-Йорк, США) — американський університетський викладач та колишній актор, найбільш відомий ролями Ваятта Доннеллі в комедії «Чудернацька наука» (1985) та Енді Мак-Алістера в серіалі «Суперхлопчик».

## Раннє життя
Народився 29 червня 1969 року в Нью-Йорку. Його мати, Клері Мітчелл-Сміт, є психотерапевтом, живе на Гаваях, а батько, Ларрі Сміт, є вчителем історії мистецтв у громадському коледжі Массачусетсу. Виріс в Амгерсті, штат Массачусетс, батьки розлучилися 1970 року. Сестра Натанія (нар. 1967) живе в Англії, художниця.

## Акторська кар'єра
У дитинстві навчався балету й навіть стипендію на танці в Школі американського балету, де 11-річного Ілана замітив виявив кастинг-директор та запропонував акторську кар'єру. У віці 12 років (1982 рік) зіграв молодшу версію головного героя у фільмі Сідні Люмета «Деніель». Після головної ролі у фільмі 1984 року «Дике життя» його взяли на роль Ваятта Доннеллі в підлітковій комедії «Чудернацька наука» 1985 року, яку зняв режисер і сценарист Джон Г'юз. Фільм розповідає про двох школярів-заучок, які за допомогою комп'ютера створюють ідеальну жінку, оскільки не мають подружок.
Знявся ще в кількох інших фільмах і серіалах, зокрема «Шоколадна війна» і «Суперхлопчик», проте жодна з подальших ролей не принесла йому такої ж слави, як «Чудернацька наука».
У 1991 році, після двох сезонів «Суперхлопчика», вирішив завершити акторську кар'єру, його останньою роллю стала гостьова поява в «Шовкових тенетах».
У 2015 році брав участь в озвучуванні двох епізодів анімаційного серіалу «Коп із сокирою» мережі Fox.
У 2017 році з'явився в гостьовій ролі в п'ятому сезоні ситкому «Ґолдберги», зігравши вчителя природничих наук містера Коннеллі. Епізод під назвою «Чудернацька наука» був заснований на ідеї однойменного фільму, в якому знімався Мітчелл-Сміт: персонаж серіалу «Ґолдберги» Баррі Ґолдберг вірить, що може завести собі дівчину, так само як у фільмі 1985 року.

### Фільмографія
| Рік       | Назва                                        | Оригінальна назва                             | Роль             | Примітки                                     |
| --------- | -------------------------------------------- | --------------------------------------------- | ---------------- | -------------------------------------------- |
| 1983      | Даніель                                      | Daniel                                        | Даніель          | У титрах указаний як Ilan M. Mitchell-Smith  |
| 1984      | Дике життя                                   | The Wild Life                                 | Джим Конрад      |                                              |
| 1984      | Як стати ідеальною людиною всього за три дні | How to Be a Perfect Person in Just Three Days | Майло Крімплі    | Телефільм                                    |
| 1985      | Чудернацька наука                            | Weird Science                                 | Ваятт Доннеллі   | Головна роль                                 |
| 1985      | Праведник                                    | The Equalizer                                 | Ентоні Гануччі   | Серіал, епізод «День конфірмації»            |
| 1988      | Подорож до центру Землі                      | Journey to the Center of the Earth            | Браян            |                                              |
| 1988      | Шоколадна війна                              | The Chocolate War                             | Джеррі Рено      |                                              |
| 1989      | Криза ідентичності                           | Identity Crisis                               | Себастіан        |                                              |
| 1989-1991 | Суперхлопчик                                 | Superboy                                      | Енді Мак-Алістер | Серіал, 27 епізодів                          |
| 1991      | Шовкові тенета                               | Silk Stalkings                                | Габріель Еванс   | Серіал, епізод «Чоловіки шукають жінок»      |
| 2015      | Коп із сокирою                               | Axe Cop                                       |                  | Озвучування (епізод «Голови полетять»)       |
| 2017      | Ґолдберги                                    | The Goldbergs                                 |                  | Містер Коннеллі (епізод «Чудернацька наука») |

## Академічна кар'єра
Здобув ступінь бакалавра з медієвістики (вивчення Середньовіччя) в Університеті Каліфорнії в Девісі і ступінь магістра з медієвістики у Фордгемському університеті. У 2005 році здобув докторський ступінь у Техаському університеті A&M. Станом на січень 2020 року він є доцентом кафедри англійської мови Каліфорнійського державного університету Лонг-Біч (CSU Long Beach) у місті Лонг-Біч, штат Каліфорнія. Протягом кількох років до свого призначення був професором Університету штату Анджело в місті Сан-Анджело, штат Техас. Публікує статті про лицарство в пізньому Середньовіччі, а також про відображення середньовічної культури в кіно, телебаченні та відеоіграх.

## Настільні ігри
Публікував матеріали для рольової фентезійної гри «Dungeons & Dragons», є штатним автором для Talk Wargaming і пише колонку для Forces of Geek під назвою «Playing the Nerd». Працює технічним автором і редактором для менших незалежних виробників ігор, а також є активним гравцем у настільні ігри та організатором заходів із настільними іграми в Південній Каліфорнії.

## Особисте життя
У коледжі Санта-Моніки (Санта-Моніка, Каліфорнія) зустрів Сюзанну Демарі (нар. 1966), з якою одружився 1995 року. У пари двоє дітей, дочка Елоїза (1998) і син Ешер (2000 року народження).